# Sichelvanga
Der Sichelvanga, jetzt Sichelschnabelvanga (Falculea palliata) ist ein Sperlingsvogel in der Familie der Vangawürger (Vangidae).
Das Artepitheton kommt von lateinisch pallium ‚Mantel‘.

## Merkmale
Der Sichelvanga ist der größte aller Vangawürger mit 32 cm und 106–119 g Gewicht. Sein charakteristischer, ungewöhnlicher, stark gebogener, blau-grauer Schnabel kann bis zu 70 mm lang werden.
Kopf (mit brauner Iris und schwarzem Orbitalring), Nacken, Kehle und Hals sowie Brust und Bauch sind weiß, Rücken und Schwanzoberseite schwarz bis dunkel-bläulich gefärbt. Die kräftigen Beine sind dunkel-grau bis blass-blau. Beide Geschlechter sehen gleich aus.

## Verhalten
Man sieht den Sichelvanga oft in  Gruppen oder „Mixed Flocks“ zusammen mit anderen Vangas, dann meist mit Weißkopfvangas. Er sucht in Baumlöchern, Epiphyten und unter Baumrinde nach Nahrung, die aus Insekten und Käfern besteht.

## Verbreitung und Lebensraum
Diese endemische Art gehört zur monotypischen Gattung Falculea und lebt auf Madagaskar, ihr Lebensraum sind tropische Trockenwälder und Plantagen im Norden, Westen und Süden des Landes.
Die Brutsaison liegt zwischen Oktober und Januar. Dabei haben Weibchen mehrere Männchen, die sich auch um die Aufzucht der Jungen kümmern.

## Gefährdungssituation
Der Bestand gilt als nicht gefährdet (Least Concern).